# Juan Pacheco
Juan Pacheco (Belmonte, 1419 – Santa Cruz de la Sierra, 4 ottobre 1474) è stato un nobile, politico e ricohombre spagnolo di Castiglia.
Figlio primogenito di Alfonso Téllez Girón y Vázquez de Acuña e di Maria Pacheco, fratello di Pedro Girón. Dominò la vita politica del regno di Castiglia, dagli ultimi anni di Giovanni II di Castiglia fino all'avvento di Isabella la Cattolica. Si convertì in uomo di fiducia di Enrico IV di Castiglia, di cui fu compagno di giochi durante l'infanzia.
Fu il terzo signore di Belmonte, titolo che ereditò dalla madre. Ricevette da Enrico IV i titoli di primo marchese di Villena, primo conte di Xiquena e di primo duca di Escalona. Dal suo secondo matrimonio fu anche signore di Moguer e di Villanueva del Fresno. Ottenne la carica di cameriere maggiore dell'infante Enrico ed il seguito quella di maggiordomo maggiore, alcaide maggiore delle Asturie, adelantado maggiore di Castiglia e maestro dell'Ordine di Santiago.

## Origini familiari
Suo padre, Alfonso Téllez-Girón y Vázquez de Acuña, era figlio di Martino Vázquez di Acuña membro di un antico casato portoghese e alcalde maggiore di Lisbona e di Teresa Téllez Girón, figlia di Alonso Téllez Girón y Gallina.
Sua madre, María Pacheco, II signora di Belmonte, era figlia di Juan Fernández Pacheco, primo signore di Belmonte e discendente di Lope Fernández Pacheco intimo del re Alfonso IV di Portogallo e grazie al quale ascese al titolo di ricohombre e di Inés Téllez di Meneses. Le famiglie Vázquez di Acuña e Pacheco provenivano dalla nobiltà portoghese e si erano esiliate in Castiglia dopo la sconfitta castigliana nella battaglia di Aljubarrota, occorsa nel 1385, per avere appoggiato la causa di Giovanni I di Castiglia, che pretendeva il trono del regno vicino per via del matrimonio con Beatrice del Portogallo. Nelle capitolazioni matrimoniali dei genitori, si stipulò che il primogénito porterebbe "Pacheco" come primo cognome al posto di "Téllez Girón".
Francisco di Mendoza e Bobadilla segnala Juan Pacheco come uno dei nobili con sangue ebreo ne El Tizón de la Nobleza española (1560), giacché il trisavolo del suo antenato Diego López Pacheco era l'ebreo converso Ruy Capón, esattore per la regina Urraca I; antenato che anche condivideva con suo nonno Martín Vázquez de Acuña. Un'ascendenza ebrea era imputata anche a sua moglie, Maria Portocarrero, madre della maggior parte dei suoi figli, giacché Alfonso Enríquez, del quale lei discendeva, avrebbe avuto una madre ebrea.

## Biografia

### Regno di Giovanni II
Juan Pacheco nacque a Belmonte, vicino a Trujillo in una famiglia della nobiltà castigliana. Il conestabile Álvaro de Luna manovrò affinché lui e suo fratello Pietro entrassero a corte. Si documenta la sua presenza a corte già nel 1436 come paggio dell'infante,  secondo un manoscritto conservato nella biblioteca del monastero dell'Escorial, che dice che «essendo bambino venne a vivere con il principe Enrico [...] In quell'età di bambino, ebbe saggezza e autorità di vecchio.»
Nel 1440 ricevette il privilegio di "tenere il coltello alla tavola" dell'infante Enrico, un anno dopo era già membro del Consiglio Reale, e nel gennaio 1442, ad appena ventidue anni, aveva raggiunto la carica di cameriere maggiore del principe, il più alto ruolo presso l'erede al trono dopo quello di maggiordomo maggiore, che ancora esercitava il conestabile Álvaro. Quello stesso anno acquisì il titolo di signore di Moguer grazie al matrimonio con María Portocarrero, che contava su un'ingentissima eredità. 

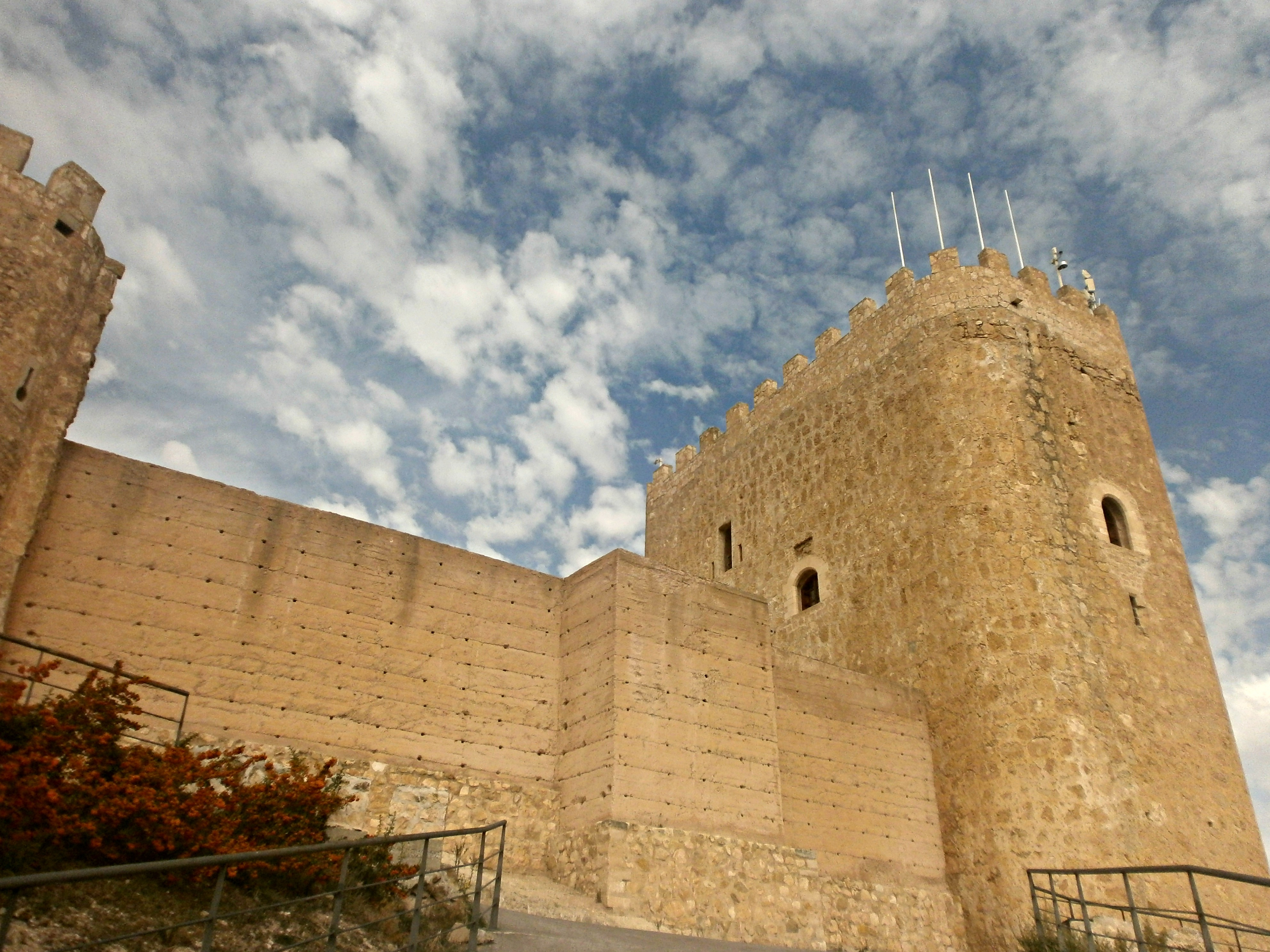
Fortezza di Jumilla

Il re Giovanni II gli diede, nel 1444, quattro ville in Estremadura: Medellín, Villanueva di Barcarrota, Salvatierra e Salvaleón, oltre a Lerma. Il 25 maggio 1445, sei giorni dopo la battaglia di Olmedo, il re Giovanni II gli assegnò la villa di Jumilla, per "i molti e molto segnalati servizi che Lei mi ha fatto e mi fa ogni giorno. E che ugualmente avete fatto e fate al figlio mio il principe". Juan Pacheco non prese possesso della città immediatamente per motivi oggi ignoti e, il 20 giugno 1447, il monarca donò la villa a Maria de Quesada, madre di Pedro Fajardo, anche se nel marzo 1451 il re gli volse a donare Jumilla a Juan Pacheco. Ordinò quindi, nel 1461, di ricostruire il castello di Jumilla, raggiungendo la sua configurazione e attuale con tre piani, soffitta e terrazza, e vi collocò il suo stemma.

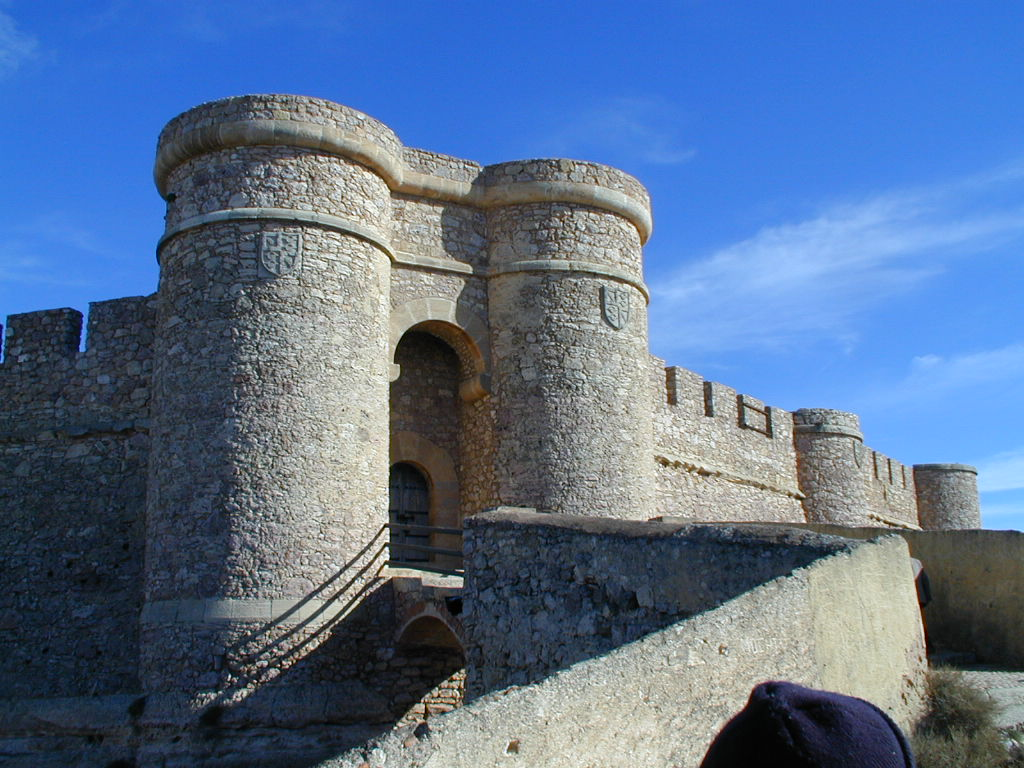
Castello di Chinchilla

Dopo la prima battaglia di Olmedo del 1445, nella quale ebbe un ruolo rilevante, assieme al vescovo di Cuenca Lope di Barrientos, nel corpo comandato dall'infante Enrico, venne nominato marchese di Villena. Era il primo titolo di marchese assegnato da un monarca castigliano.
Aggiunse al suo già cospicuo patrimonio, il signorato di Alarcón, donato dall'infante Enric il 23 di maggio 1446, con il beneplacito del re.
Pacheco fondò nel 1447, su indicazioni dell'infante, il monastero di El Parral a Segovia, in stile gotico e affidato all'Ordine di San Gerolamo, dove ricevette sepoltura secondo quanto fissato nel suo secondo testamento.
Ricostruì, nel 1449, la fortezza di Chinchilla de Monte-Aragón, che aveva acquistato.
L'ascesa di Juan Pacheco continuò quando fu nominato adelantado maggiore di Castiglia nel 1451, anche se rinunciò al carico sette anni dopo. Il 20 dicembre 1452, Giovanni II gli confermò la signoria di Almansa, che aveva ottenuto per eredità il 3 settembre 1445 da suo padre Alfonso. Pacheco lo ristrutturò, dandogli l'aspetto attuale, con la costruzione del maschio, delle torri semicircolari sulla muraglia e il barbacane difensivo.

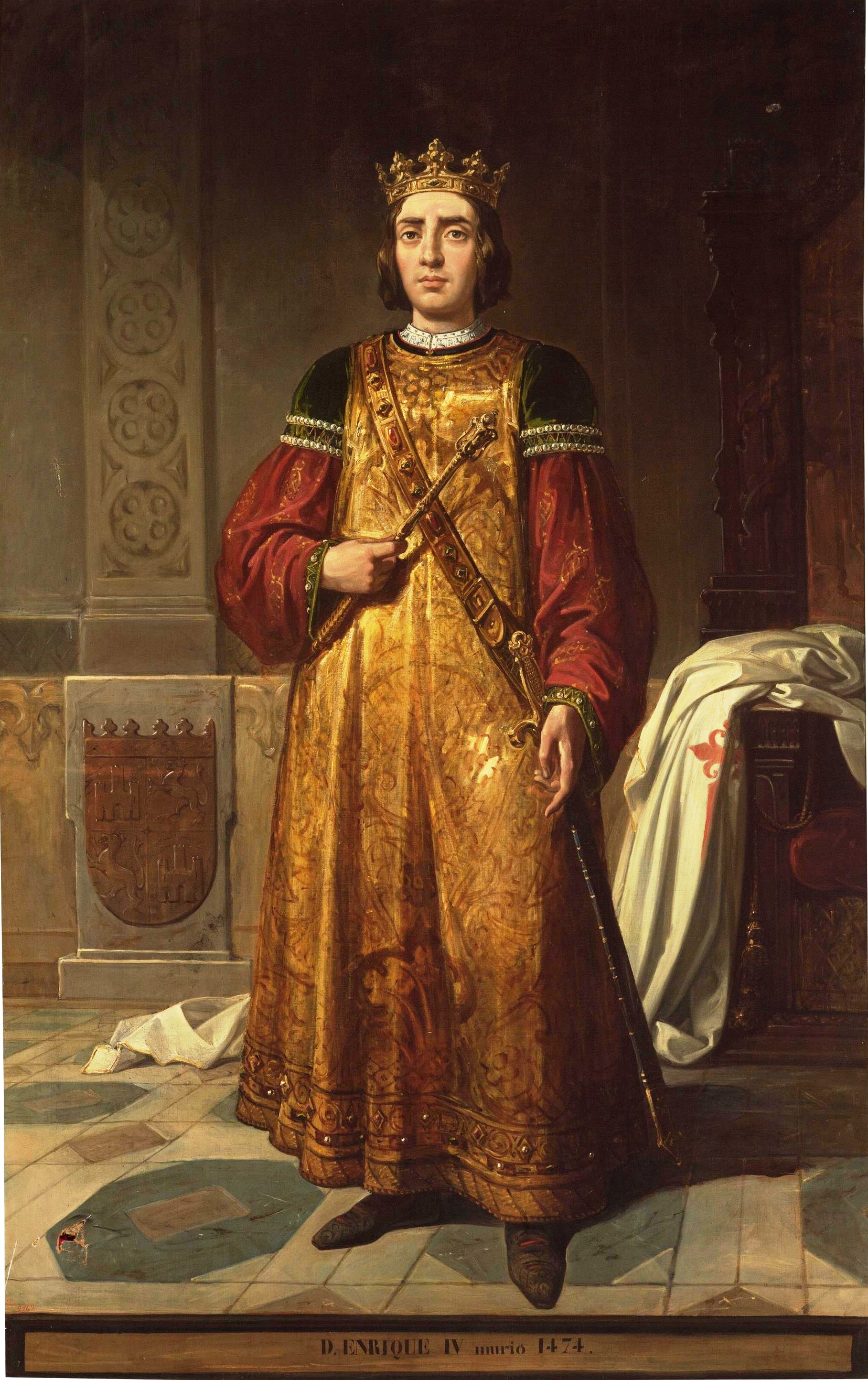
Enrico IV di Castilla, Francisco Sainz 1848 (museo del Prado)

### Regno di Enrico IV
Enrico IV di Castiglia venne proclamato re alla morte del padre, il re Giovanni II, avvenuta il 22 luglio 1454. Juan Pacheco e suo fratello Pietro Girón, già vicini all'infante, presero in mano il governo, mentre lo zio di entrambi, l'arcivescovo di Toledo Alonso Carillo, agiva come reggente del regno; per controbilanciare l'influsso della famiglia dell'arcivescovo, il re incorporò nuovi consiglieri come Miguel Lucas de Iranzo, Beltrán della Cueva o Gómez de Cáceres.
Durante questo periodo, Pacheco iniziò una campagna militare a Granada, che si svolse tra il 1454 ed il 1456, nella quale si conquistarono le città di Archidona e Álora, oltre a soccorrere l'assediata Úbeda. Nel 1456, il monarca concedette al marchese il corregimiento di Jerez in perpetuità, una funzione che esercitò attraverso i suoi luogotenenti. In quegli anni, Pachego si dedicò a fomentare importanti opere architettoniche nella sua città natale, Belmonte. Costruì il castello, la colegiata di San Bartolomé e due monasteri, oltre a costruire una nuova fortezza sul sito dell'antico alcázar di don Juan Manuel, una piazza che aveva ricevuto sette anni prima da Giovanni II grazie ad una permuta.
La stella di Juan Pacheco iniziò ad essere oscurata dalla folgorante ascesa di Beltrán de la Cueva. Malgrado ciò, continuò ad accumulare titoli e onori: il 6 aprile 1458 ottenne Mariscal di Castiglia, nel 1460 il titolo di conte di Xiquena e marchese di Vélez e nel 1461 fu nominato alcalde maggiore delle Asturie. In questo stesso anno ordinò la ricostruzione del castello di Jumilla, sul quale collocò il suo scudo.

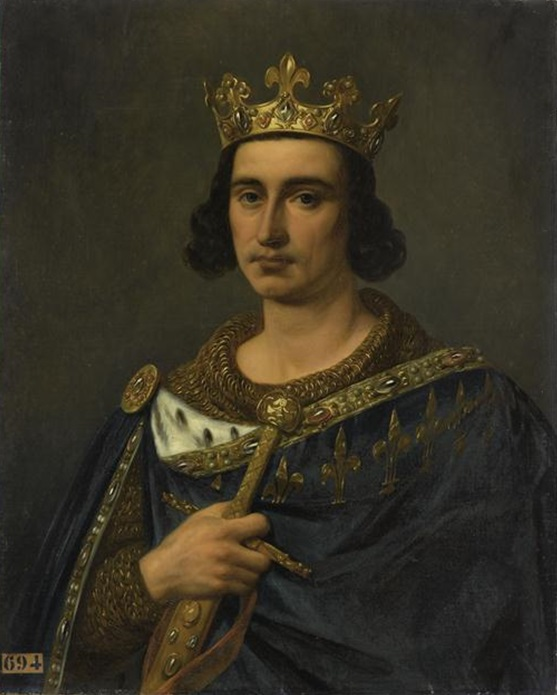
Luigi IX di Francia, Auguste de Creuse 1837 (Reggia di Versailles)

Il 28 febbraio 1462, la regina Giovanna di Portogallo, sposa di Enrico IV, ebbe una figlia, Giovanna. Juan Pacheco la tenne a battesimo. Nello stesso anno, l'influenza di Beltrán de la Cueva a corte si consolidò con la sua entrata nel consiglio del re e col titolo di primo conte di Ledesma, concessogli dal re. Enrico IV organizzò il matrimonio di Beltrán con Mencía di Mendoza y Luna, figlia di Diego Hurtado di Mendoza, II marchese di Santillana e nipote del futuro cardinale Pedro Mendoza.
Fu durante una visita nel 1463 a Bayonne che il marchese di Villena offrì i suoi servizi a Luigi XI di Francia, negoziando un'alleanza fra la Castilla ed il regno di Francia. Con questa alleanza, la Francia cercava un alleato contro il confinante regno di Aragona. Come ringraziamento, Luigi IX offrì la mano di sua figlia Giovanna per il figlio minore del marchese, Pedro Portocarrero il Sordo. La reazione del re aragonese non si fece attendere e per guadagnarsi l'amicizia della Castiglia e contrastare il riavvicinamento con la Francia, promise suo figlio Fernando alla figlia di Pacheco, Beatriz.
A settembre del 1464, la lega dei nobili capitanata da Juan Pacheco, redasse a Burgos un lungo manifesto in opposizione al crescente potere di Beltrán de la Cueva, del quale sollecitavano la destituzione come maestro di Santiago. Reclamavano inoltre che la successione al trono passasse all'infante Alfonso, dato che la principessa delle Asturie, Giovanna, era sospettata di essere la figlia illegittima di Beltrán e per ciò soprannominata "la Beltraneja".
Le manovre di Juan Pacheco lo portarono ad ottenere in seguito per sé il titolo di maestro dell'Ordine di Santiago dall'infante Alfonso nel 1467, che alcuni nobili avevano eletto re nella Farsa di Ávila. Data la sua minore età, il titolo avrebbe fatto di Juan Pacheco il tutore dell'infante.
Ma l'infante Alfonso di Castiglia morì per cause sconosciute a Cardeñosa il 5 luglio 1468. Di conseguenza, si firmò il 18 settembre il Trattato dei Tori di Guisando che metteva fine alle ostilità fra i due partiti. L'accordo voluto dallo stesso Pacheco implicò alcuni vantaggi per la sua persona, come la sua confermazione nella carica di maestro di Calatrava.

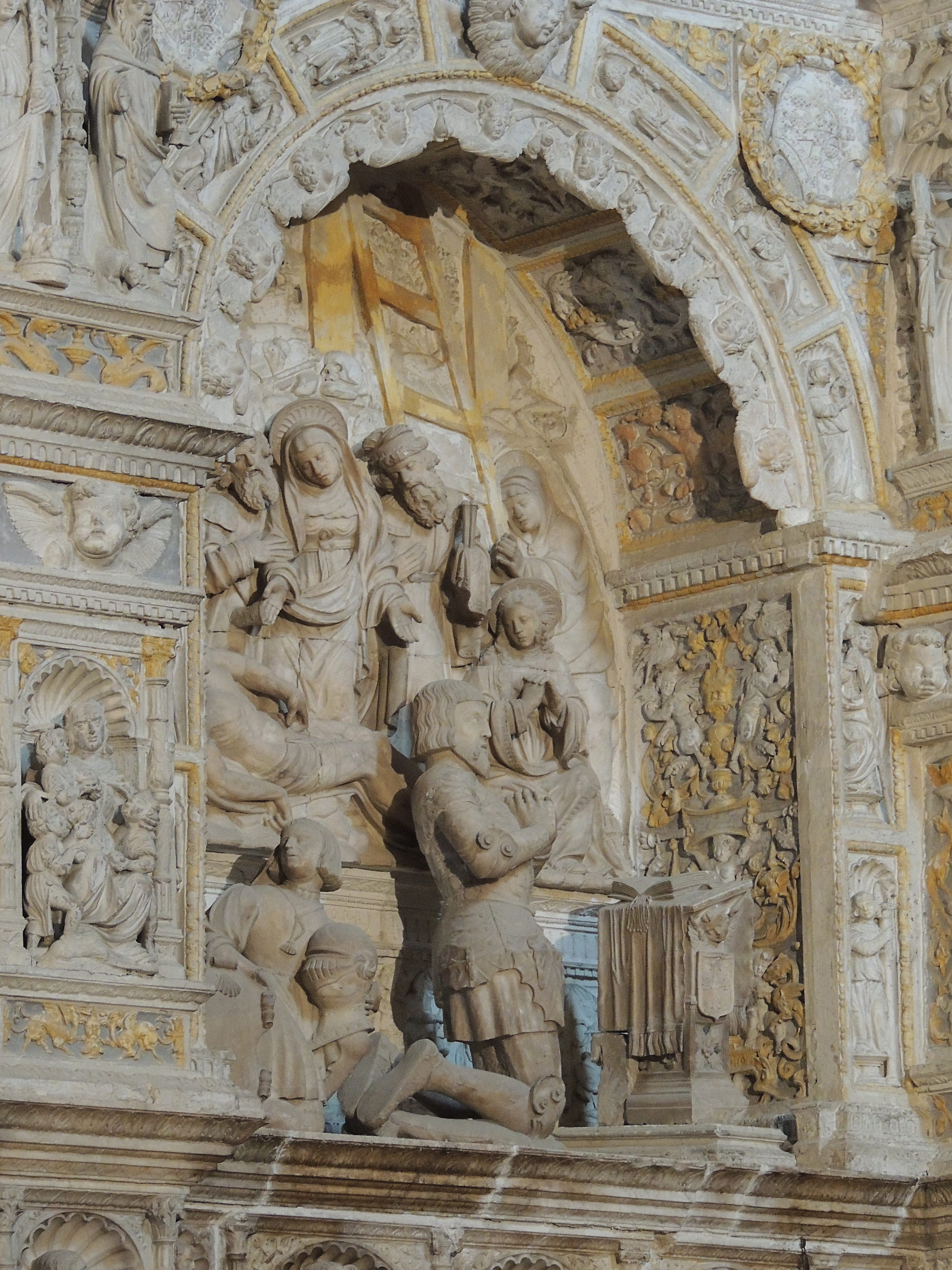
Sepolcro di Juan Pacheco a El Parral

Nel 1469, l'infanta Isabella contrasse matrimonio con Ferdinando di Aragona, contro la volontà del re Enrico ed i patti stabiliti, creando le basi per la guerra di successione castigliana nella quale Juan Pacheco prese poi partito per il gruppo fedele alla principessa Giovanna la Beltraneja. In quello stesso anno 1469, Juan Pacheco, in quanto maestro di Santiago, fece edificare il castello di Los Santos de Maimona, molto vicino a Zafra, capitale del ducado di Feria, che considerò quest'atto come una minaccia alla propria autonomia. Su richiesta di Pacheco e degli ambasciatori francesi, Enrico IV revocò il trattato dei Tori di Guisando e giurò, assieme alla regina, che l'infanta Giovanna fosse figlia legittima della coppia reale. Il 26 ottobre 1470 si rifece la cerimonia a Lozoya.

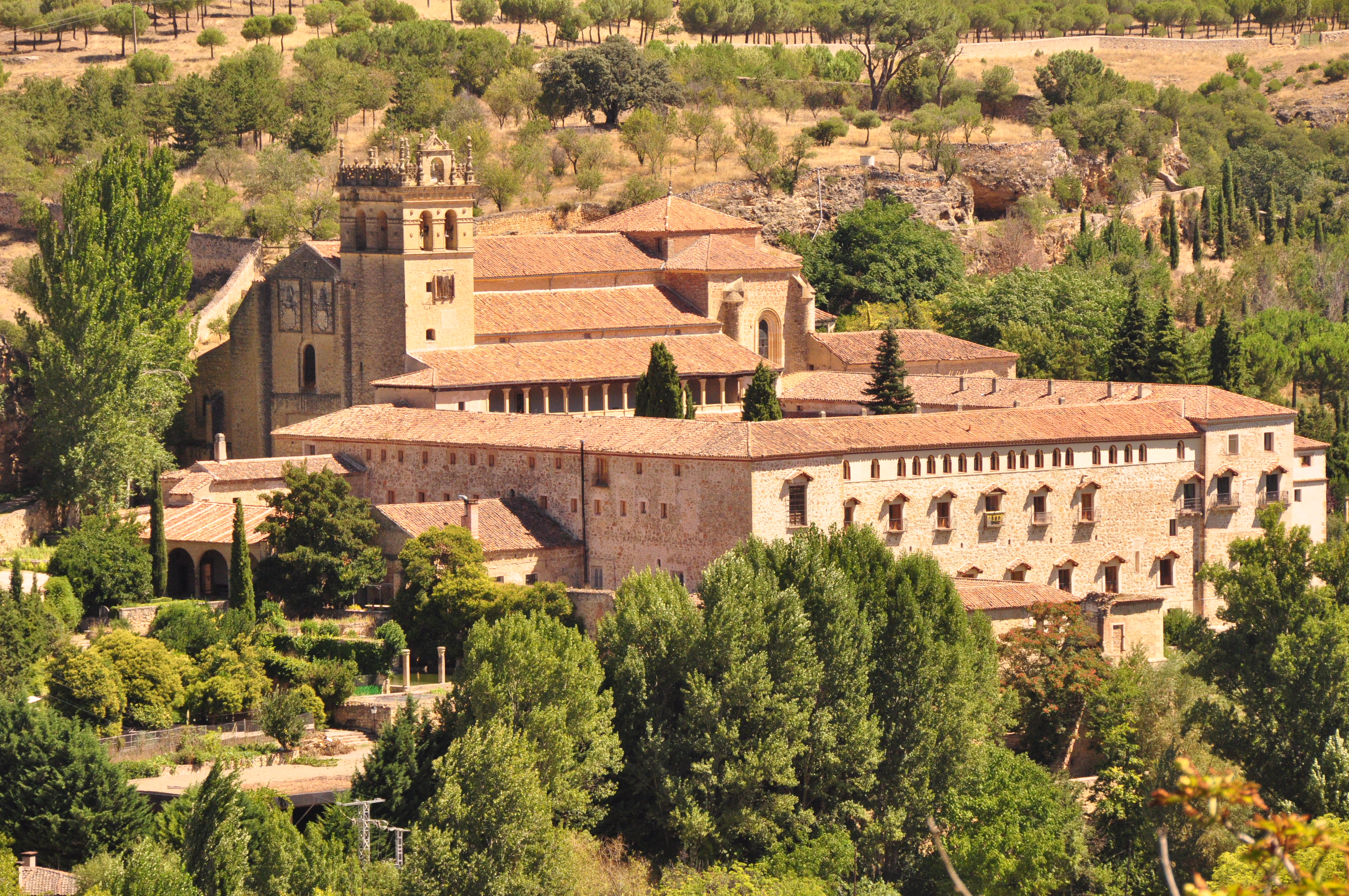
Monastero de El Parral a Segovia

Il 17 dicembre 1472, Juan Pacheco fu nominato I duca di Escalona,  titolo anteriormente appartenuto a Álvaro de Luna.
Ad Ocaña, scrisse un primo testamento il 27 dicembre 1470. Tra le disposizioni, chiese che «il suo corpo miserable e magro» ricevesse sepoltura nella Chiesa di San Bartolomeo di Belmonte[2] e divise i suoi beni fra i tre figli maschi. A sua moglie Maria Portocarrero lasciò le ville di Moguer, Villanueva de la Fonte ed il castello di Garcimuñoz. 

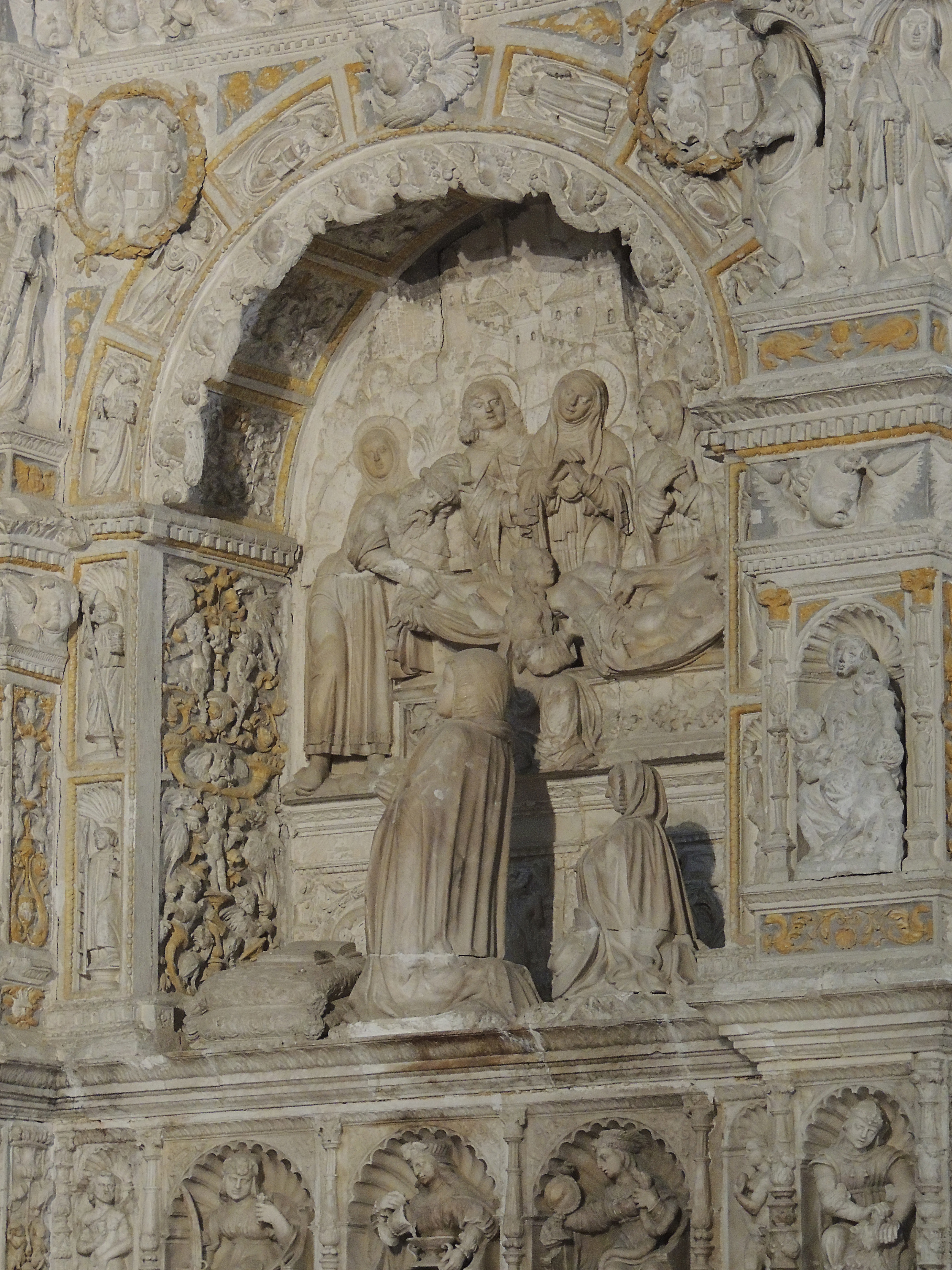
Sepolcro di Maria Portocarrero a El Parral

Maria morì nel 1471 e il 13 febbraio 1472 Juan Pacheco scrisse un secondo testamento, quasi identico all'anteriore, con poche modificazioni, chiedendo di essere sepolto nel monastero di Santa Maria del Parral.
Juan Pacheco morì il 4 ottobre 1474, nel villaggio di Santa Croce, vicino a Trujillo, poco prima della morte del re Enrico IV. Fu inizialmente sepolto nel monastero di Guadalupe, vicino a Santa Croce. Negli anni successivi, le spoglie vennero spostate al monastero segoviano de El Parral, che aveva fondato. Il suo sepolcro occupa il lato sinistro dell'altare maggiore, mentre quello di Maria Portocarrero, il lato destro. Questi due sepolcri furono realizzati nel 1528 da suo figlio Diego López Pacheco e si attribuiscono a Juan Rodríguez e a Lucas Giraldo.

## Matrimoni e discendenza
Juan Pacheco contrasse tre matrimoni. Il primo, celebrato il 22 novembre 1436 a Toledo, quando aveva 17 anni con Angelina de Luna, cugina del conestabile Álvaro de Luna, con la quale non ebbe discendenza. Il matrimonio fu dichiarato nullo il 13 febbraio 1442 dal vicario di Segovia, Diego Sánchez; fra le motivazioni il timore che fosse stato realizzato sotto costrizione e che non fosse stato consumato.
Poco dopo l'annullamento del suo primo matrimonio, si unì nel 1442 con Maria Portocarrero Enríquez, figlia di Pedro Fernández Portocarrero y Cabeza de Vaca, V signore di Moguer, e di Beatriz Enríquez, figlia di Alfonso Enríquez. Il matrimonio non ebbe validità fino all'anno 1456, quando il papa Callisto III autorizzò il matrimonio cattolico e la legittimazione dei figli che avevano avuto. Da quest'unione nacquero:
- Diego López Pacheco y Portocarrero, il primogenito, succedette al padre nei titoli e nello status;[13][17]
- Pedro Portocarrero detto il Sordo, ereditò i titoli di Moguer e di Villanueva del Fresno dalla famiglia materna;[13][17]
- Alfonso Téllez-Girón, il minore fra i fratelli maschi, fece testamento il 29 aprile 1527 e morì quello stesso anno. Ivi menziona suo padre e La Popola di Montalbán che da lui ottenne. Contrasse matrimonio con Marina de Guevara;[12][18]
- Beatriz Pacheco, sposata nel 1471 con Rodrigo Ponce de León y Núñez, marchese di Cadice del quale divenne vedova nel 1492. Sepolta nel monastero di Santa Chiara a Carmona; chiese di essere seppellita accanto a sua sorella Leonor, badessa del monastero;
- Maria Pacheco, la maggiore, andata in sposa a Rodrigo Alonso Pimentel, IV conte di Pimentel e I duca di Benavente;[18][19]
- Catalina Pacheco, fu fidanzata con Bernardino de Velasco, ma il matrimonio non si celebrò perché suo padre, Juan Pacheco, ruppe l'alleanza con il padre di Bernardino, il conestabile Pedro Fernández de Velasco. Contrasse matrimonio, dopo la morte del padre, con Alfonso Fernández de Córdoba, signore di Aguilar, e ricevette due milioni di maravedi di dote da suo fratello Pietro;[20][21]
- Francisca Pacheco,[19] moglie di Íñigo López de Mendoza y Quiñones il Grande Tendilla;[22]
- Juana Pacheco,[19] si sposò con uno dei figli del duca di Feria;[22]
- Leonor Pacheco,[19] badessa del monastero di Santa Chiara di Carmona;
- Inés Pacheco, religiosa e badessa nel convento di San Domenico di Portacoeli a Siviglia;[19][23] e
- Maria de Pacheco y Portocarrero, la minore;[19][23] contrasse matrimonio nel 1482 con il I conte di Oropesa Fernando Álvarez de Toledo y Zúñiga.[22]

Juan Pacheco contrasse un terzo matrimonio con Maria de Velasco. Dopo la morte di suo marito, Maria si risposò nel 1482 con Beltrán de la Cueva. Juan Pacheco e Maria ebbero i seguenti figli:
- Mencía Pacheco, figlia postuma, nacque pochi mesi dopo la morte di Pacheco.  Si sposò con Diego de Cárdenas y Enríquez, primo duca di Maqueda e adelantado maggiore del regno di Granada.[25]

Juan Pacheco ebbe vari figli fuori dal matrimonio. Con Catalina Alfón di Lodeña ebbe vari figli che furono legittimati a Écija il 25 aprile 1456 dal re Enrico IV di Castiglia:
- Beatriz Pacheco, la maggiore fra tutti i suoi figli, nata prima del suo matrimonio con Maria Portocarrero. Ricevette dal padre come parte della sua dote la villa di Villarejo de Fuentes. Si sposò nel 1453 con Rodrigo Portocarrero, I conte di Medellín e dopo la morte di questi, contrasse un secondo matrimonio con Alonso de Silva, II conte di Cifuentes.[19][26] È sepolta a sinistra dell'ingresso dell'antisacrestia del monastero de El Parral; una leggenda narra che il suo sepolcro era originariamente sotto l'arco dell'antisacrestia, ma che Isabella la Cattolica lo fece spostare per via dell'antipatia che le portava.
- Juan Pacheco, secondo bastardo legittimato da Enrico IV il 25 aprile 1456. Entrò nell'Ordine di Santiago dove fece carriera grazie all'appoggio del padre, maestre dell'Ordine.[27]
- Isabel de Meneses, in seguito chiamata Pacheco, anch'essa legittimata nel 1456. Era già sposata con Pedro López de Padilla quando il suo padre fece testamento.[27] Le lasciò nel suo testamento di 1470 una dote di 1,5 milioni di maravedí ed un reddito annuale di 100.000 maravedí.[19]

Altri figli furono:
- Alonso Pacheco, morto nel 1490 nella Vega de Granada e sepolto nella chiesa di Santa Maria ad Alcalá la Real.[22] Il suo padre non lo menziona nei suoi testamenti. Fu protetto dal suo fratellastro Diego, con chi partecipò a varie imprese militari. Entrò nell'Ordine di Calatrava e nel 1473 Enrico IV gli cedette la rendita del Campo di Calatrava. Ebbe due figli, Alonso e Juan de Pacheco, che rimasero sotto la protezione di Diego;[18]
- Juan Pacheco, legittimato nel 1484;[22]
- Rodrigo Pacheco, era ancora bambino alla morte di suo padre e rimase a carico del fratellastro Diego. Non ebbe discendenza e, grazie al re Fernando il Cattolico, ottenne un beneficio ecclesiastico.[18]

## Juan Pacheco nella cultura di massa
Diego de Valera gli dedicò due epistole: Cerimoniale dei Principi ed il Trattato della Provvidenza contro la Fortuna. Valera visse alla corte di Giovanni II negli stessi anni di Pacheco, quando entrambi erano adolescenti.
Juan Pacheco fu uno dei personaggi principali della prima stagione della serie televisiva Isabel (2012), interpretato da Ginés García Millán.